# Б'юна-Віста (Колорадо)
Б'юна-Віста (англ. Buena Vista) — місто (англ. town) в США, в окрузі Чаффі штату Колорадо. Населення — 2855 осіб (2020).

## Географія
Б'юна-Віста розташована за координатами 38°49′46″ пн. ш. 106°8′22″ зх. д. / 38.82944° пн. ш. 106.13944° зх. д. (38.829332, -106.139515).  За даними Бюро перепису населення США в 2010 році місто мало площу 8,95 км², з яких 8,95 км² — суходіл та 0,00 км² — водойми.

### Клімат
| Клімат : Б'юна-Віста                  | Клімат : Б'юна-Віста | Клімат : Б'юна-Віста | Клімат : Б'юна-Віста | Клімат : Б'юна-Віста | Клімат : Б'юна-Віста | Клімат : Б'юна-Віста | Клімат : Б'юна-Віста | Клімат : Б'юна-Віста | Клімат : Б'юна-Віста | Клімат : Б'юна-Віста | Клімат : Б'юна-Віста | Клімат : Б'юна-Віста | Клімат : Б'юна-Віста |
| Показник                              | Січ.                 | Лют.                 | Бер.                 | Квіт.                | Трав.                | Черв.                | Лип.                 | Серп.                | Вер.                 | Жовт.                | Лист.                | Груд.                | Рік                  |
| Абсолютний максимум, °C               | 21,7                 | 19,4                 | 21,7                 | 31,7                 | 33,3                 | 40,6                 | 38,9                 | 34,4                 | 35,6                 | 29,4                 | 22,8                 | 20,6                 | 40,6                 |
| Середній максимум, °C                 | 4,6                  | 5,8                  | 9,3                  | 13,2                 | 18,9                 | 24,9                 | 27,7                 | 25,9                 | 22,2                 | 16,2                 | 9,2                  | 4,2                  | 15,1                 |
| Середня температура, °C               | −3,7                 | −2,3                 | 1,5                  | 5,0                  | 10,3                 | 15,4                 | 18,3                 | 17,0                 | 12,8                 | 6,9                  | 0,9                  | −3,8                 | 6,6                  |
| Середній мінімум, °C                  | −12                  | −10,4                | −6,3                 | −3,2                 | 1,7                  | 5,9                  | 9,0                  | 8,1                  | 3,5                  | −2,2                 | −7,3                 | −11,8                | −2,1                 |
| Абсолютний мінімум, °C                | −38,3                | −35                  | −31,1                | −22,8                | −14,4                | −6,7                 | −3,9                 | −3,9                 | −9,4                 | −18,9                | −30,6                | −35                  | −38,3                |
| Норма опадів, мм                      | 7                    | 10                   | 18                   | 24                   | 27                   | 23                   | 40                   | 51                   | 26                   | 22                   | 10                   | 10                   | 263                  |
| Днів з опадами                        | 4                    | 4                    | 6                    | 6                    | 7                    | 8                    | 12                   | 13                   | 8                    | 5                    | 4                    | 4                    | 79                   |
| Днів зі снігом                        | 3                    | 4                    | 5                    | 3                    | 1                    | 0                    | 0                    | 0                    | 0                    | 1                    | 3                    | 5                    | 32                   |
| ------------------------------------- | -------------------- | -------------------- | -------------------- | -------------------- | -------------------- | -------------------- | -------------------- | -------------------- | -------------------- | -------------------- | -------------------- | -------------------- | -------------------- |
| Джерело: NOAA (extremes 1905–present) |                      |                      |                      |                      |                      |                      |                      |                      |                      |                      |                      |                      |                      |

## Демографія
Згідно з переписом 2010 року, у місті мешкало 2617 осіб у 1194 домогосподарствах у складі 745 родин. Густота населення становила 292 особи/км².  Було 1378 помешкань (154/км²).
Расовий склад населення:
| - 96,1 % — білих - 0,8 % — корінних американців - 0,4 % — чорних або афроамериканців - 0,3 % — азіатів |

До двох чи більше рас належало 1,5 %. Частка іспаномовних становила 5,0 % від усіх жителів.
За віковим діапазоном населення розподілялося таким чином: 21,7 % — особи молодші 18 років, 59,5 % — особи у віці 18—64 років, 18,8 % — особи у віці 65 років та старші. Медіана віку мешканця становила 45,0 року. На 100 осіб жіночої статі у місті припадало 97,1 чоловіків;  на 100 жінок у віці від 18 років та старших — 97,3 чоловіків також старших 18 років.
Середній дохід на одне домашнє господарство  становив 52 801 долар США (медіана — 43 429), а середній дохід на одну сім'ю — 62 282 долари (медіана — 57 269). Медіана доходів становила 41 096 доларів для чоловіків та 33 036 доларів для жінок. За межею бідності перебувало 4,5 % осіб, у тому числі 5,9 % дітей у віці до 18 років та 0,7 % осіб у віці 65 років та старших.
Цивільне працевлаштоване населення становило 1369 осіб. Основні галузі зайнятості: освіта, охорона здоров'я та соціальна допомога — 18,6 %, роздрібна торгівля — 18,0 %, публічна адміністрація — 15,5 %.